# 热拉尔德·达尔马宁
热拉尔德·穆萨·让·达尔马宁（法語：Gérald Moussa Jean Darmanin，發音：[ʒeʁald daʁmanɛ̃] ⓘ；1982年10月11日—）是一名法国政治人物，自2020年起担任总理让·卡斯泰和伊莉莎白·博恩政府中的内政部长。
他為共和党的前成员，自2017年以来成為共和國前進！成員。他于2014年至2017年担任图尔寬市长，并于2017年至2020年担任总理爱德华·菲利普第一和第二届政府的公共行動和會計部部长。 